# Сан-Дона-ди-Пьяве
Сан-Дона-ди-Пьяве (итал. San Donà di Piave) — коммуна в Италии, располагается в провинции Венеция области Венеция.
Население составляет 40841 человек (2008 г.), плотность населения составляет 520 чел./км². Занимает площадь 79 км². Почтовый индекс — 30027. Телефонный код — 0421.
Покровителями коммуны почитаются Пресвятая Богородица (Madonna del Rosario, Santa Maria delle Grazie) и святой Донат из Ареццо, празднование в понедельник после первого воскресения октября.

## Демография
Динамика населения:

## Администрация коммуны
- Официальный сайт: http://www.sandonadipiave.net